# 韩忠 (1931年)
韩忠（1931年3月—1997年10月），苗族，云南彝良人，中华人民共和国政治人物。第三届全国人大代表。

## 生平
1950年9月参加工作，1951年在云南民族学院学习一年。1952年，先后任大关县天星区土改工作组组长、天星区区长、高桥区委副书记。1954年任彝良县副县长。1955年至1958年8月，在中央民族学院干部政治班学习，毕业后参加中国社会科学院少数民族社会史志调查工作队，兼任滇东北工作组组长。1959年任彝良县副县长、县委副书记。1966年当选县长，因“文革”受到冲击而未能到职。